# Помоћна крстарица
Помоћна крстарица (енгл. Auxiliary cruiser, Armed merchantman) је наоружани трговачки брод са својствима ратног брода. Намењена је за одбрану, контролу и дејство против поморског саобраћаја и за крстарички рат.

## Историја

### Приватници и гусари
Претече помоћних крстарица били су бродови приватника (енгл. privateers) који су од 13. до почетка 19. века на основу писменог овлашћења владара или државе (енгл. letter of marque) за време рата пленили трговачке бродове противника као гусари, а при томе, имали и личне користи. Њихова употреба расла је са развојем прекоморског промета: нарочито су дошли до изражаја у англо-шпанским (1587-1763) и англо-холандским поморским ратовима (1652-1674), као и колонијалним ратовима Велике Британије, Француске, Шпаније и Холандије у 18. веку. Били су то мањи, брзи једрењаци, наоружани са 24 топа, готово неограничене аутономије. Дејствовали су појединачно или у групама: пресретањем, гоњењем и заустављањем трговачких бродова.

### 19. век
Кад је 1856. Париском декларацијом укинуто гусарење приватника, веће поморске државе због помањкања крстарица претварају трговачке бродове у помоћне крстарице, наоружавајући их топовима калибра до 100 мм.
У Америчком грађанском рату (1861-1865) државе Југа опремиле су 5 помоћних крстарица, од којих је Сумптер била прва у свету (опремљена 18. јуна 1861), а најпознатије Алабама и Нешвил (1.371 тона, 16 чворова, 14 топова). У руско-јапанском рату 1904-1905. Русија је опремила 5 помоћних крстарица, од којих су Дон (8.430 т, 19 чворова), Урал и Терек биле упућене у Атлантик за вођење крстаричког рата, а Смоленск (12.050 т, 20 чв, 8x120 мм) и Петербург (9.460 т, 19 чв, 2x60 мм, 10x47 мм,11x37 мм) у Црвено море. Пошто су ова два последња били претворени у помоћне крстарице на отвореном мору, дошло је до дипломатског спора. Хашком конвенцијом из 1907. регулисано је претварање трговачког брода у помоћну крстарицу: мора да вије ратну заставу, командант треба да је војно лице уврштено у ранг-листу, а посада подвргнута војној дисциплини; брод се мора придржавати закона и обичаја ратовања и мора бити унет у флотну листу. Претварање трговачких бродова у помоћне крстарице на отвореном мору остало је, међутим, и даље нерешено.

### Први светски рат
Сходно својој доктрини о вођењу поморског рата, Немци су у почетку Првог светског рата преградили у помоћне крстарице 14 брзих путничких бродова (депласмана 3.000-10.000 т, брзине 17-22 чвора) и наоружали их топовима калибра 88-100 мм. Најпознатије биле су Kronprinz Wilhelm и Prinz Eitel Friedrich. Пошто су биле лако уочљиве и малог радијуса дејства, Немци су 1915. преградили у помоћне крстарице мање теретне бродове великог радијуса дејства (40.000 М). Ради повећања зоне осматрања, неке од ових помоћних крстарица имале су и хидроавионе. Наоружање помоћних крстарица било је вешто камуфлирано, силуета брода маскирањем измењена, а фалсификовани бродски документи давали су им статус неутралног брода. Истакле су се Меве, Волф и једрењак са помоћним мотором Seeadler (1.571 БРТ, 2x155 мм). У помањкању крстарица за појачану патролну службу између Британских острва и Норвешке, и британска РМ користила се помоћним крстарицама (10. ескадра крстарица имала је 25 помоћних крстарица, депласмана 10.000-25.000 т, наоружаних са 5-7 топова 120 мм).

### Други светски рат
Искуства из Првог светског рата показала су да су путнички бродови неподесни за помоћне крстарице, да погон на дизел-моторе има предност, због повећаног акционог радијуса дејства, и да је потребно при градњи одабраних трговачких бродова појачати бродску структуру и тиме омогућити њихову адаптацију за помоћне крстрице. Вашингтонским уговором из 1922. забрањено је да се на трговачким бродовима у мирно доба врше припреме за инсталацију наоружања, осим појачања палубе за постављање топова до 152 мм. Међутим, све веће РМ пред Други светски рат врше припреме за претварање трговачких бродова у помоћне крстарице добрих тактичко-техничких особина-боља камуфлажа, наоружање до 6 топова калибра 120-150 мм, торпеда и мине, добра радио веза, понека са 1-2 извиђачка хидроавиона или 1 торпедним чамцем.
Немачка је у Другом светском рату опремила 12 помоћних крстарица (радијуса дејства до 60.000 М и брзине до 18 чв). Познате су Атлантис, Комет, Корморан, Тор, Михел (8.000 БРТ, 15 чв, 6x150 мм, пав топови, 2 торпедне цеви и 1 торпедни чамац), Орион (7.021 БРТ, 14 чв, радијус дејства 35.000 М са 10 чв, 6x150 мм, пав топови, 6 торпедних цеви и 1 хидроавион) и Пингвин (7.766 БРТ, 16 чв, радијус дејства 60.000 М са 12 чв, 6x150 мм, пав топови и 4 торпедне цеви). Поред ових, у крстаричком рату дејствовале су 2 италијанске и 3 јапанске помоћне крстарице. Савезници су своје помоћне крстарице као и у Првом светском рату употребљавали за осигурање конвоја и контролу поморских комуникација.